# Urophora impicta
Urophora impicta är en tvåvingeart som först beskrevs av Erich Martin Hering 1942.  Urophora impicta ingår i släktet Urophora och familjen borrflugor. Inga underarter finns listade i Catalogue of Life.